# Plattegrond van Amsterdam in 1597
Plattegrond van Amsterdam in 1597 is een plattegrond van Amsterdam door de Antwerpse graveur Pieter Bast.

## Voorstelling
Het stelt de stad Amsterdam voor in het jaar 1597. De in Antwerpen geboren Pieter Bast werkte tussen 1595 en 1605 als landmeter en prentkunstenaar in de Nederlanden. Voor deze plattegrond voerde Bast zelf de opmetingen uit. Het is de op één na oudste plattegrond van Amsterdam in prentvorm. De eerste – de beroemde Vogelvluchtkaart van Amsterdam door Cornelis Anthonisz. – verscheen 53 jaar eerder. In die 53 jaar veranderde de stad radicaal van aanzicht. Na de Alteratie van Amsterdam in 1578, toen de stad officieel overging op het protestantisme, werd de stad twee keer uitgebreid, de zogenaamde eerste en tweede uitleg. Eerst werden in het oosten enkele eilanden aangeplempt; daarna werd om de rest van een stad een nieuwe "schil" aangelegd tot aan de huidige Herengracht. De tweede uitleg werd in 1595 voltooid met de aanleg van het eiland Vlooienburg, op de plattegrond nog geheel onbebouwd weergegeven.

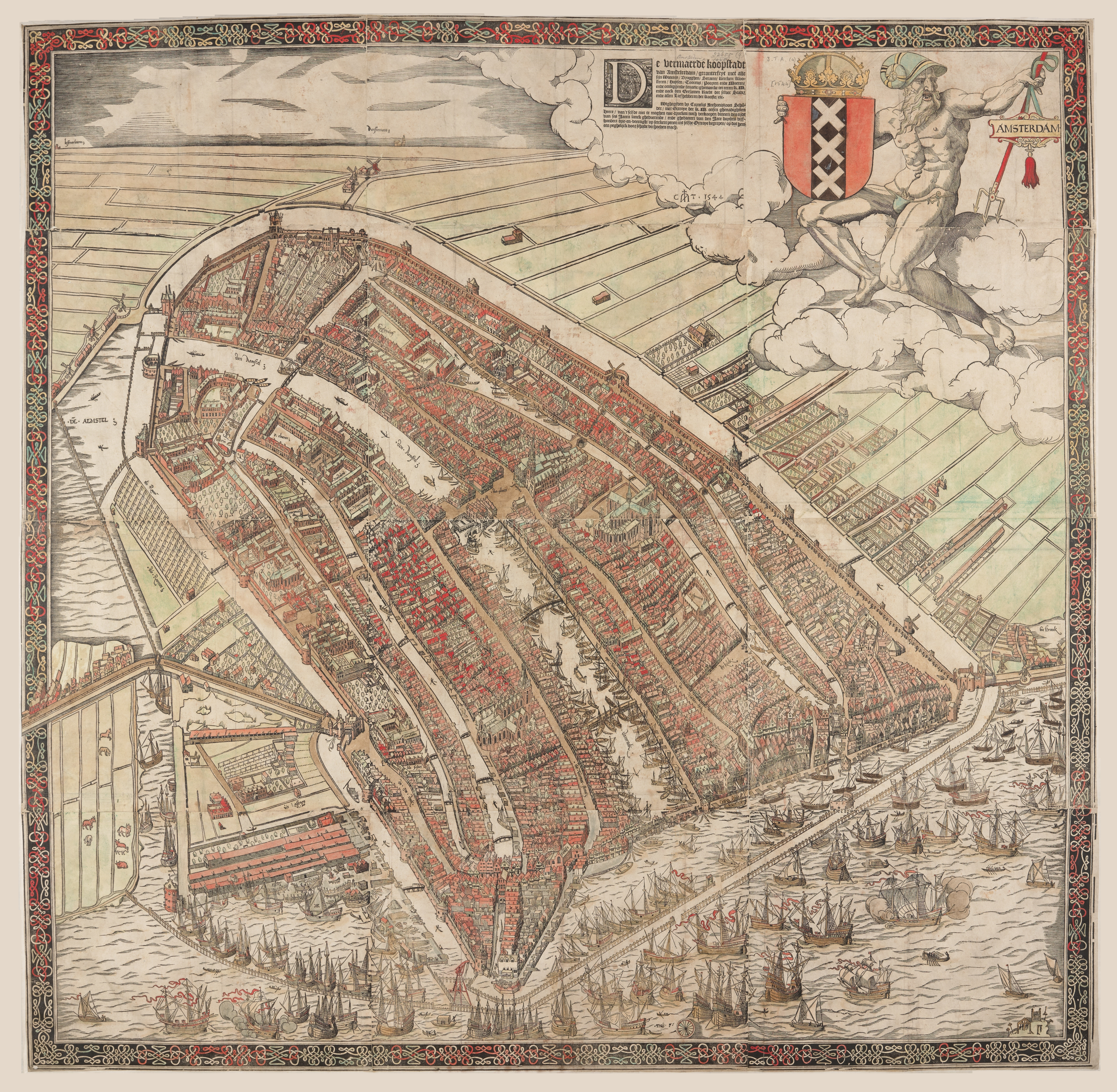
Cornelis Anthonisz. Plattegrond van Amsterdam in 1544. Londen, British Library.

De plattegrond van Bast borduurt voort op die van Cornelis Anthonisz. Ook Bast laat de stad naar het zuiden zien met alle gebouwen in isometrische projectie. Een horizon ontbreekt echter en met het IJ is een stuk groter. Ook neemt Bast twee belangrijke gebeurtenissen op in zijn plattegrond. Linksonder, naast het eiland Rapenburg, graveerde hij de tekst "schepen van ooſt indien oft iaua" (schepen van Oost-Indië en Java). Hiermee wordt bedoeld de thuiskomst van de eerste handelsvloot uit Zuidoost-Azië in augustus 1597. Het opschrift "schepen op Weſt indien" verwijst naar een op hande zijnde expeditie in de tegenovergestelde richting, naar Amerika.
De eind-15e-eeuwse stadsmuren zijn nog helemaal intact. In de nieuwe uitleg zijn de namen van de nieuwe eilanden "merken" (Marken) en "Wlenborch" (Uilenburg) aangegeven. Rechtsboven bevindt zich een legenda met de namen van belangrijke gebouwen, stadspoorten, bruggen en markten. Ter weerszijden hiervan zijn kolommen gegraveerd met daarop de wapens van Holland en Amsterdam. De legenda wordt bekroond door een fronton met daarin een cartouche met de titel "Amſtelredam". Onder de legenda bevindt zich een cartouche met de datering 1597. Daaraan hangen allerlei oorlogstrofeeën, zoals hellebaarden, musketten, trommels, borstharnassen en helmen.
Als voorbereiding voor de plattegrond moet Bast nieuwe opmetingen gedaan hebben, aangevuld met schetsen van gevelwanden en uitzichten vanaf hoge punten, zoals kerktorens. De kaart werd uitgegeven in eigen beheer. Twee jaar later – op 1 oktober 1599 – verscheen een tweede versie, uitgegeven door de boekhandelaar-uitgever Harmen Allard. Deze versie is verrijkt met een kompasroos, een schaal, een titelband in het Latijn, vier vignetten met de wapens van Amsterdam en Holland en opdrachten in het Latijn aan het stadsbestuur van Amsterdam en gebruikers van de plattegrond. Mogelijk heeft het stadsbestuur de uitgave van deze prent mede gefinancierd. De plattegrond van Bast is vier keer opnieuw uitgegeven, waarbij steeds veranderingen werden aangebracht in de nummering en de decoratie. De laatst bekende druk werd uitgegeven door Claes Jansz. Visscher in 1617 of later. Op dat moment was al begonnen met een nieuwe uitbreiding van Amsterdam, de derde uitleg, waardor de plattegrond van Bast alweer verouderd was. Het duurde echter nog tot 1625 toen deze vervangen werd door de plattegrond van Balthasar Florisz. van Berckenrode.

## Toeschrijving en datering
De plattegrond is rechtsonder gesigneerd "Petri baſt au[ctor] · et · sculp[sit] ·" (Petri Bast [is de] maker en heeft [dit] gegraveerd). Uit de inscriptie over de Eerste Schipvaart blijkt dat de plattegrond moet zijn uitgegeven na augustus 1597.